# Soudal
Le groupe Soudal est un fabricant belge de silicones, mastics, mousses polyuréthanes, adhésifs et produits hydrofuges pour le secteur de la construction.
Le siège social est situé dans la ville de Turnhout.

## Développement de l'entreprise
L'entreprise a été fondée en 1966 par son propriétaire actuel, le baron Vic Swerts, qui a racheté une entreprise existante d'Anvers. Peu de temps après, l'entreprise a déménagé à Turnhout et s'est considérablement développée grâce à l'élargissement de l'offre, à l'augmentation des parts de marché et à l'acquisition de concurrents.
En 1992, Soudal rachète le concurrent français Ayrton.
En 1997, Soudal reprend le département des produits de construction en silicone de BAVG, une filiale de Bayer. Avec ce rachat, Soudal prend pied dans le marché allemand, le plus grand marché de vente européen, avec un siège social à Leverkusen.
En 2004, Soudal rachète Rectavit de Tronchiennes, un fabricant d'adhésifs.
En 2008, Soudal se porte acquéreur d'Aerotrim d'Overpelt, fabricant d'aérosols techniques (aérosols/sprays).
En 2011, une partie du groupe turc Işik est reprise, à savoir la production d'adhésifs, de mastics et de mousses polyuréthanes. L'entreprise fondée en 1966 par Mansur Işik. Le chiffre d'affaires de la branche rachetée s'élève alors à 10 millions d'euros et emploie 46 personnes.
Cette même année, Soudal (Shanghai) Co., Ltd. reprend toutes les activités de mastics silicone sous la marque LNX de Bluestar Silicones Co., Ltd, à travers la filiale 100% Soudal Taicang Shijia Industrial Co. Ltd. en Chine.
En 2013, Soudal acquiert la société slovène TKK Srpenica, un producteur de mastics pour joints, de mousses isolantes PU et d'additifs pour béton, qui emploie 200 personnes. Il s'agit de la plus grande acquisition alors réalisée par Soudal, qui a déboursé 20 millions d'euros.
En 2014, Soudal annonce l'acquisition du groupe Accumetric, fabricant indépendant de silicones, de produits d'étanchéité pour joints et de lubrifiants. L'entreprise est basée à Elizabethtown et compte 150 employés dans le monde. Des ventes d'environ 50 millions de dollars étaient attendues au cours de l'année de l'acquisition.
Toujours en 2014, Soudal rachète Bochem, un fabricant d'adhésifs de Pionki , destinés entre autres aux industries du meuble, de la chaussure, de l'automobile et de la construction. L'entreprise emploie 88 personnes.
En 2015, c('est au tour de la société lettone Tenachem, un fabricant de produits d'étanchéité pour joints destinés à sceller les vitrages multicouches dans la construction, d'être rachetée. Elle emploie 73 personnes.
En 2016, Soudal ouvre des succursales au Maroc et en Suède, à Dubaï, au Kazakhstan et en Iran.
En 2024, Soudal acquiert Durante Adesivi pour 100 millions d'euros.
Cette dernière acquisition portera son chiffre d'affaires à 1,5 milliard d'euros en 2024 et plus de 4 000 employés.
L'entreprise dispose de 29 sites de production en Pologne, en Chine, en Inde, en Allemagne, en France, au Chili, aux États-Unis et en Turquie.
En 2008, Soudal a construit nouveau centre R&D à Turnhout, afin de soutenir les développements futurs du secteur.

## Distinctions
En 2010, le fondateur Vic Swerts a reçu le prix Vlerick. En 2011, Soudal a été élue Entreprise belge de l'année.
En 2013, le fondateur et CEO de Soudal, Vic Swerts est fait baron par le roi Albert II. Vic Swerts est inclus, en 2016, dans la Galerie des personnalités du VOKA Anvers-Waasland et a reçu le titre honorifique de « Honorary Master in Innovation & Entrepreneurship » de l'Antwerp Management School.

## Parrainage
- Soudal Classics, un critèrium belge de régularité en cyclo-cross composé de cinq courses.
- Le club de football belge KVC Westerlo.
- L'équipe cycliste belge Soudal Quick-step.